# Shastrina
Shastrina es un género de foraminífero bentónico de la subfamilia Tubulogenerininae, de la familia Siphogenerinoididae, de la superfamilia Buliminoidea, del suborden Buliminina y del orden Buliminida. Su especie tipo es Shastrina udbodhaka. Su rango cronoestratigráfico abarca el Luteciense (Eoceno medio).

## Discusión
Clasificaciones previas incluían Shastrina en el suborden Rotaliina del orden Rotaliida.

## Clasificación
Shastrina incluye a las siguientes especies:
- Shastrina sundara †
- Shastrina udbodhaka †